# Termómetro Político
O Termómetro Político foi um programa de debate da RTP1 e RTP Informação apresentado por Carlos Daniel, onde também era o moderador, tendo como comentadores António Costa, diretor do Diário Económico, Graça Franco, Miguel Pinheiro e João Marcelin.